# أراضي المراعي

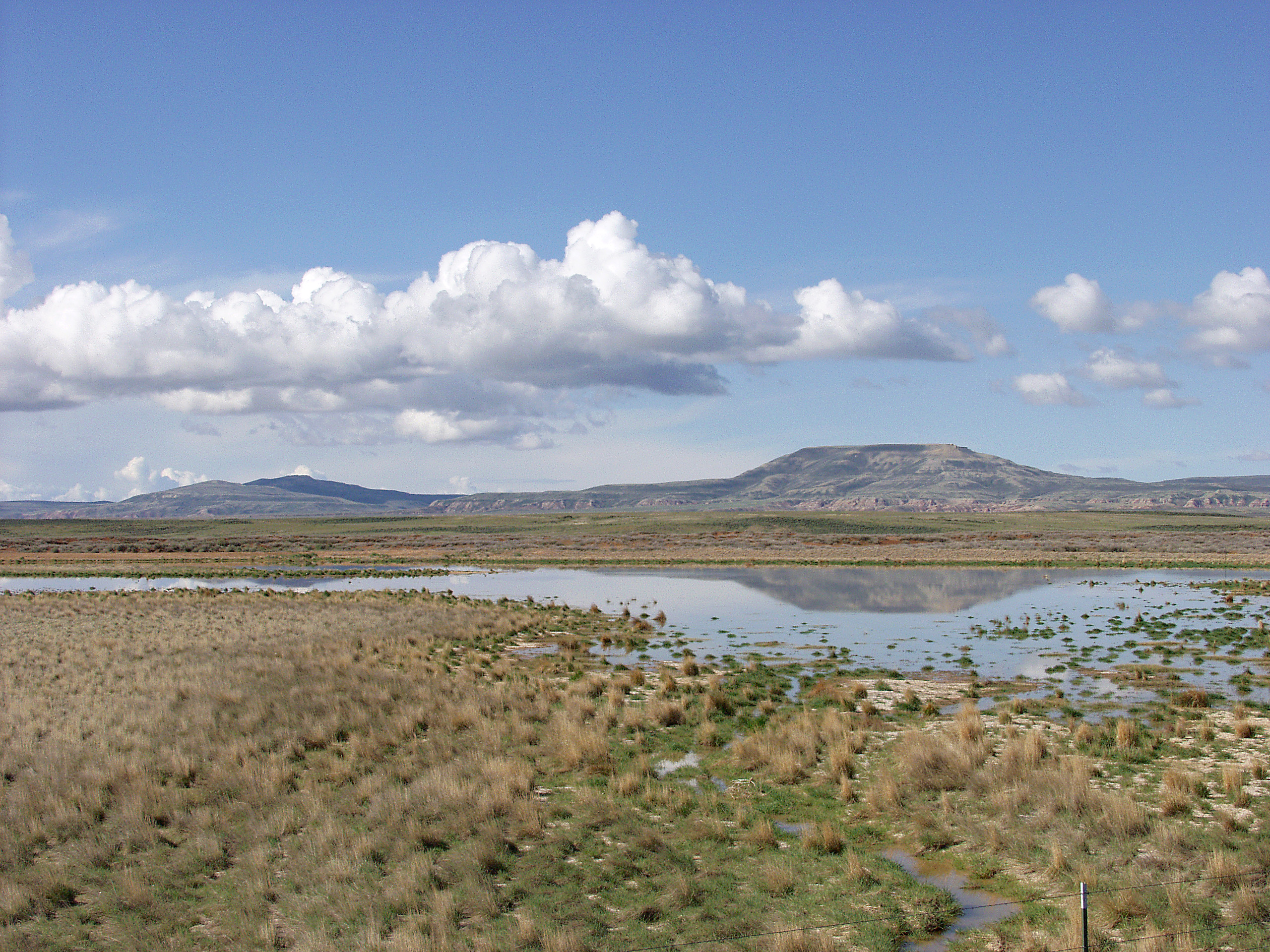
المراعي الحمراء في وايومنغ. يمكن رؤية الماء من كيس الثلج المذاب على الأرض. هذا الذوبان هو المصدر الرئيسي للمياه السطحية في وايومنغ.

أراضي المراعي (بالإنجليزية: Rangelands)، تشمل المراعي، مناطق الأدغال، الغابات، الأراضي الرطبة، و الصحارى التي ترعى من قبل الماشية المحلية أو الحيوانات البرية. وتشمل أنواع المراعي طويلة الأعشاب و قصيرة الأعشاب، لا تشمل أراضي المراعي الغابات التي تفتقر إلى أشجار الطبقة السفلى من الغطاء النباتي، مثل الصحراء القاحلة، الأراضي الزراعية، أو الأراضي المغطاة بالأنهار الجليدية. 
تتميز المراعي عن أراضي المراعي بأنها تنمو في المقام الأول للنباتات الأصلية، بدلاً من النباتات التي أنشأها البشر. تتم إدارة المراعي أيضًا بشكل أساسي من خلال ممارسات مثل رعي الماشية المدارة والحرائق الموصوفة بدلاً من الممارسات الزراعية الأكثر كثافة في البذر والري واستخدام الأسمدة. 
يعتبر الرعي استخدامًا مهمًا للمراعي ولكن مصطلح أرض المراعي ليس مرادفًا للمراعي. يمكن استخدام رعي الماشية لإدارة المراعي عن طريق حصاد الأعلاف لإنتاج الماشية أو تغيير تركيبة النبات أو تقليل أحمال الوقود. 
كما أن النار هي أيضًا منظم مهم لنباتات المراعي، سواء أكانها الإنسان أم ناتجة عن البرق. تميل الحرائق إلى تقليل وفرة النباتات الخشبية وتعزيز النباتات العشبية بما في ذلك الأعشاب والنباتات الشبيهة بالعشب. وكثيرا ما يدعو قمع أو تقليل حرائق الغابات الدورية من الأراضي الصحراوية أو السافانا أو الغابات إلى هيمنة الأشجار والشجيرات إلى شبه الحشائش والأعشاب. 